# کوین دانسو
کوین دانسو (انگلیسی: Kevin Danso؛ زادهٔ ۱۹ سپتامبر ۱۹۹۸) بازیکن فوتبال اهل اتریش است.
از باشگاه‌هایی که در آن بازی کرده‌است می‌توان به باشگاه فوتبال ردینگ اشاره کرد.
وی همچنین در تیم‌های ملی فوتبال زیر ۲۱ سال اتریش و اتریش بازی کرده‌است.